# Duifkruidwaaiermot
De duifkruidwaaiermot (Alucita grammodactyla) is een vlinder uit de familie waaiermotten (Alucitidae). De wetenschappelijke naam is voor het eerst geldig gepubliceerd in 1841 door Zeller.
De soort komt voor in Europa.